# Абу-т-Тімман
Абу-т-Тімман, Мухаммед Джафар (1881—1945) — політичний діяч Іраку, великий підприємець. У 1920—1930-ті роки один із керівників патріотичних організацій «Харас аль-істікляль» («Іракська національна партія») і групи Ахалі.
Брав участь в організації антианглійського повстання 1920 року. Очолював рух проти кабальних англо-іракських договорів 1922, 1926, 1930 років. У 1922 році Абу-т-Тімман був міністром торгівлі, протягом кількох років був головою Торгової палати Багдаду. У 1936—1937 роках — був міністром фінансів у кабінеті Хікмета Сулеймана, очолював групу міністрів які прагнули провести ряд прогресивних реформ — підтримку промисловості, аграрну реформу, демократизацію політичного ладу. Пішов у відставку через спротив прем'єр-міністра Сідкі Бекра в проведенні цих заходів. Мав значний вплив у патріотичних колах Іраку.